# Anthomyia bazini
Anthomyia bazini är en tvåvingeart som beskrevs av Seguy 1929. Anthomyia bazini ingår i släktet Anthomyia och familjen blomsterflugor. Inga underarter finns listade i Catalogue of Life.